# Alice Springs
Alice Springs – miasto położone w Terytorium Północnym w Australii. Według spisu ludności z (2011), zamieszkuje je 25 186 osób – jest to trzecie co do wielkości miasto Terytorium Północnego. W języku angielskim, szczególnie w Australii, nazywa się je często „the Alice”. Tereny, na których się znajduje są nazywane przez zamieszkujące je plemię aborygeńskie Ardente „Mparntwe”.
Alice Springs jest najbardziej znane z powieści Nevila Shute’a Miasteczko jak Alice Springs, w odległości 400 kilometrów od niego znajduje się także słynne Uluru.
W leżącym w pobliżu Pine Gap znajduje się ważna stacja radarowa i wczesnego ostrzegania obsługiwana przez armię amerykańską i australijską, w której pracuje ponad 700 osób.

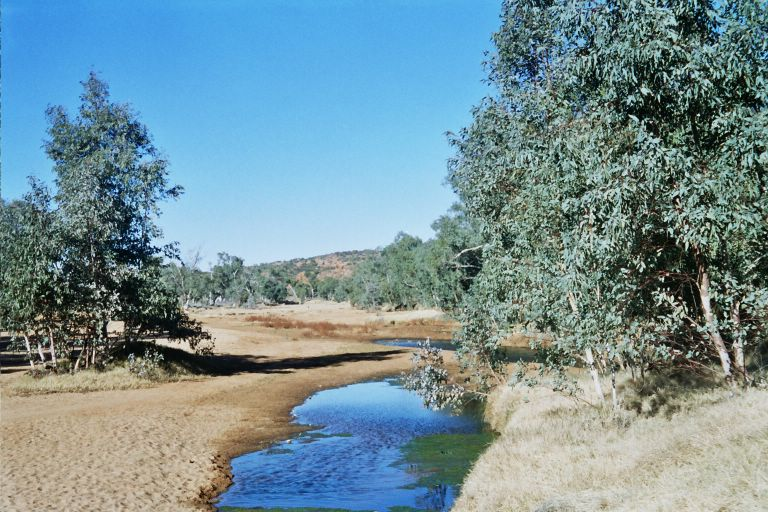
Źródła od których pochodzi nazwa miasta
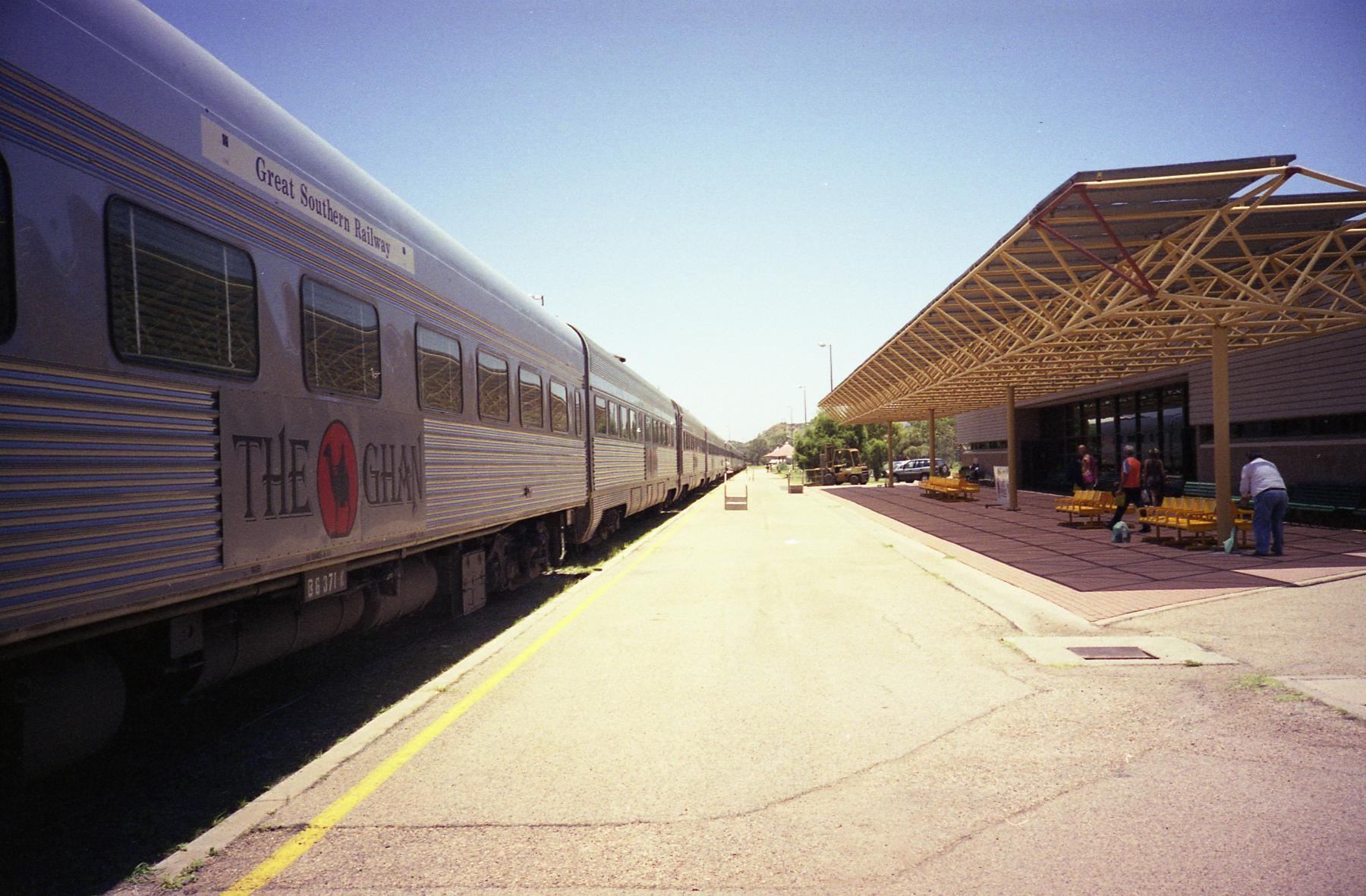
Stacja kolejowa w Alice Springs

## Historia
Pierwotna nazwa miasta to Stuart, zostało założone jako przystanek dla podróżujących z północy na południe na grzbietach wielbłądów osadników. Zbudowano wtedy stację telegraficzną niedaleko źródła Alice, nazwanego tak na cześć żony sir Charlesa Todda, poczmistrza generalnego Australii Południowej, na cześć którego z kolei nazwano (zazwyczaj suchą) rzekę Todd. W 1929 do miasta dotarła linia kolejowa (zwana dziś The Ghan) z Adelaide (w 2004 przedłużona do Darwin). W 1933 po długotrwałej debacie zmieniono nazwę miasta na Alice Springs, niemniej droga prowadząca z Adelajdy do Darwin i przechodząca przez Alice nadal nosi nazwę „autostrada Stuart”.

## Geografia
Położone niemal dokładnie w środku kontynentu australijskiego.

### Klimat
W mieście panuje klimat subtropikalny typu półpustynnego.
| Miesiąc | Sty  | Lut  | Mar  | Kwi  | Maj  | Cze  | Lip  | Sie  | Wrz  | Paź  | Lis  | Gru  | Roczna |
| --- | ---- | ---- | ---- | ---- | ---- | ---- | ---- | ---- | ---- | ---- | ---- | ---- | ------ |
| Średnie temperatury w dzień [°C]                                                                           | 36.9 | 35.6 | 32.9 | 28.6 | 23.5 | 19.8 | 20.0 | 23.1 | 28.1 | 31.4 | 34.0 | 35.6 | 29,1   |
| Średnie dobowe temperatury [°C]                                                                            | 29.4 | 28.4 | 25.3 | 20.7 | 15.9 | 12.3 | 12.0 | 14.5 | 19.6 | 23.2 | 26.1 | 28.1 | 21,3   |
| Średnie temperatury w nocy [°C]                                                                            | 21.8 | 21.1 | 17.7 | 12.7 | 8.2  | 4.7  | 3.9  | 5.9  | 11.0 | 14.9 | 18.1 | 20.5 | 13,4   |
| Opady [mm]                                                                                                 | 39.9 | 40.3 | 35.4 | 20.3 | 18.2 | 13.6 | 16.5 | 5.1  | 7.1  | 21.3 | 32.7 | 40.9 | 291,2  |
| Średnia liczba dni z opadami                                                                               | 4.6  | 4.3  | 3.5  | 2.5  | 2.8  | 2.6  | 2.3  | 1.8  | 2.3  | 4.2  | 5.6  | 6.4  | 42,9   |
| Średnie usłonecznienie [h]                                                                                 | 319  | 284  | 298  | 288  | 270  | 255  | 282  | 310  | 300  | 313  | 303  | 307  | 3509   |
| Źródło: Bureau of Meteorology (liczba dni z opadami dla wartości 0,1 mm, wysokość 546 m n.p.m., 1981-2010) |      |      |      |      |      |      |      |      |      |      |      |      |        |

## Transport
W Alice Springs funkcjonuje regionalny port lotniczy Alice Springs. Ponadto działa tu stacja kolejowa Alice Springs. Miasto przecina linia kolejowa Adelaide–Darwin / The Ghan oraz droga międzystanowa Stuart Highway.